# اچ‌ام‌سی‌اس نوینگتون
اچ‌ام‌سی‌اس نوینگتون (به انگلیسی: HMCS Newington) یک کشتی بود که طول آن ۱۱۵ فوت (۳۵ متر) بود. این کشتی در سال ۱۸۹۹ ساخته شد.